# دریای ایسلند
دریای ایسلند (انگلیسی: Iceland Sea)، یک بدنه آب کوچک است که در نزدیکی پشته میانی اقیانوس اطلس قرار دارد و به پشته کولبینی تبدیل می‌شود. این دریا در نزدیکی پشته گرینلند-اسکاتلند واقع شده و درست در جنوب مدار شمالگان قرار دارد. این منطقه معمولاً با گرینلند در غرب، تنگه دانمارک، و شکست فلات قاره در جنوب ایسلند در جنوب محدود می‌شود. مرز بعدی شامل یان ماین، جزیره‌ای کوچک و آتشفشانی در نروژ، و زون شکستگی یان ماین در شمال است که پشته یان ماین در شرق دریا قرار دارد. این پشته مرز شمالی دریای ایسلند را تشکیل می‌دهد و آن را از دریای گرینلند جدا می‌کند. در جنوب یان ماین، پشته ایسلند-یان ماین به سمت پشته ایسلند-فارو امتداد دارد و مرزی بین دریای ایسلند و دریای نروژ به سمت شرق ایجاد می‌کند.
بر اساس سازمان آب‌نگاری بین‌المللی، در نسخه سال ۱۹۵۳ استاندارد «مرزهای اقیانوس‌ها و دریاها»، دریای گرینلند شامل تمام منطقه دریای ایسلند می‌شود. با این حال، در نسخه پیشنهادی ۲۰۰۲، دریای ایسلند اکنون به عنوان منطقه‌ای مجزا تعریف شده است.

## ویژگی‌های اقیانوسی
عمق‌های دریای ایسلند معمولاً بین ۵۰۰ تا ۲۰۰۰ متر است، اما در فلات قاره گرینلند شرقی و بخش بیرونی فلات شمال ایسلند کم‌عمق‌تر است. در مقایسه با دریاهای شمالی همجوار مانند دریای نروژ و دریای گرینلند، دریای ایسلند نسبتاً کم‌عمق است. پشته کولبینی که در امتداد این دریا از جنوب غرب به شمال شرق امتداد دارد، مناطقی با عمق کم‌تر از ۵۰۰ متر دارد که به‌طور قابل توجهی با آب‌های اطراف که اغلب بیش از ۱۰۰۰ متر عمق دارند، متفاوت است.
دریای ایسلند توسط دو توده اصلی آب احاطه شده است که هر یک از منابع مختلفی سرچشمه می‌گیرند و ویژگی‌های خاص خود را دارند. نخست از سمت جنوب دور، آب‌های گرم و شور اقیانوس اطلس از جنوب غرب به عنوان شاخه‌ای از جریان ایرمینگر و از شرق از دریای نروژ وارد دریای ایسلند می‌شوند و سپس از پشته یان ماین نیز عبور می‌کنند. دمای این جریان‌های اقیانوسی از ۶ تا ۱۱ درجه سانتی‌گراد بسته به فصل متفاوت است.

پهنهٔ آبی اصلی دیگر، آب‌های قطبی است که از اقیانوس منجمد شمالی می‌آید. این آب سرد با شوری پایین از اقیانوس منجمد شمالی از طریق دریای گرینلند و سپس به دریای ایسلند از طریق جریان گرینلند شرقی جریان می‌یابد. در دریای ایسلند، این دو 

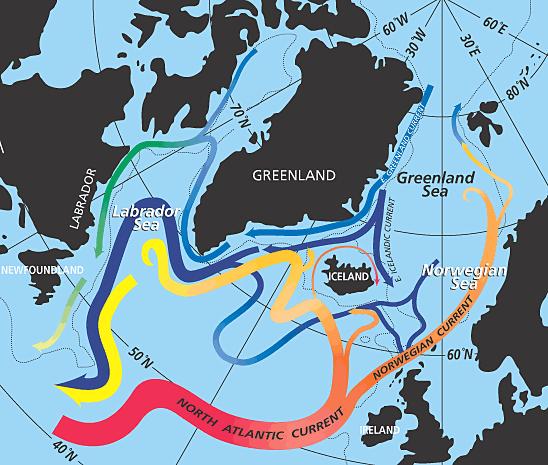
گردش آب اقیانوس اطلس شمالی

این پهنه‌های آبی با هم برخورد می‌کنند و به نسبت‌های مختلفی از آب گرم و سرد منجر می‌شوند. جایی که توده‌های آب گرم و سرد در سواحل شمال‌غربی و شمال ایسلند با هم تلاقی می‌کنند، منطقه‌ای جبهه‌ای تشکیل می‌شود. علاوه بر این، جبهه‌ای دیگر از وسط تنگه دانمارک به سمت شمال‌شرق و به سمت غرب یان ماین شکل می‌گیرد.

## حیات دریایی
دریای ایسلند دارای اکوسیستم متنوعی با گونه‌های متعدد است. دو گروه از فیتوپلانکتون‌ها در این آب‌ها زندگی می‌کنند که شامل دیاتومه و چرخان‌تاژک‌داران هستند. دیاتومه‌های جنس Thalassiosira و Chaetoceros فیتوپلانکتون‌های فراوانی هستند که در بهار به مقدار زیاد حضور دارند. در حالی که چرخان‌تاژک‌داران رایج از جنس Ceratium و Protoperidinium پس از بهار گل می‌دهند، در حالی که دیاتومه‌ها همچنان به وفور یافت می‌شوند. در طول فصل پاییز، معمولاً یک گل‌دهی دوم از دیاتومه‌ها رخ می‌دهد، در حالی که چرخان‌تاژک‌داران ممکن است همچنان فراوان باشند.
در این آب‌ها، زئوپلانکتون‌هایی به‌ویژه پاروپایان مانند Calanus finmarchicus یافت می‌شوند و بین ۶۰ تا ۸۰ درصد از جمعیت زئوپلانکتون موجود را تشکیل می‌دهند. گونه‌های دیگر پاروپایان که معمولاً یافت می‌شوند، شامل Pseudocalanus, Acartia longiremis و Oithona هستند، و گونه‌های دیگر به آب‌های اقیانوس اطلس یا قطبی محدود می‌شوند.
گونه‌های ماهی که در دریای ایسلند یافت می‌شوند شامل روغن‌ماهی اطلسی، روغن‌ماهی کوچک، زغال‌ماهی شمالی، سوف سرخ، شاه‌ماهی اطلسی، [[سفیدگون آبی، خردماهی، ماهی‌گیر و لوزی‌ماهی گرینلند هستند.
دریای ایسلند زیستگاه پنج گونه مختلف از بی‌مهرگان است که شامل میگوی شمالی (Pandalus borealis)، شاه‌میگوی نروژی، صدف ایسلندی (Chlamys islandica)، صدف ایسلندی و حلزون نفیر معمولی است.
در خصوص پستانداران دریایی، هجده گونه از آب‌بازسانان مانند نهنگ‌ها، دلفین‌ها و گرازماهیان حضور دارند و همچنین هفت گونه از فُک مانند فوک‌ها و شیرهای دریایی در دریای ایسلند زندگی می‌کنند. برخی از این گونه‌ها شامل نهنگ نیزه‌ای معمولی، نهنگ گوژپشت، نهنگ آبی، دلفین پهلوسفید اطلس، نهنگ بینی‌بطری شمالی، فک بندرگاه و فک خاکستری هستند.

## تغییرات اقلیمی
تأثیرات تغییر اقلیم بر دریای ایسلند بسیار قابل توجه بوده و پیش‌بینی می‌شود که ادامه یابد. پدیده اسیدی شدن اقیانوس به‌ویژه برای دریای ایسلند نگران‌کننده است و تهدید قابل‌توجهی برای حیات دریایی ایجاد می‌کند. مواردی از اسیدی شدن سریع در دریای ایسلند مشاهده شده است، که در آن نرخ کاهش پی‌اچ سطح دریا از میانگین جهانی بالاتر بوده و به کاهش زیستگاه‌های دوکفه‌ای‌ها و بسیاری از موجودات دیگر منجر شده است.
گرمایش دریای ایسلند نیز اثرات قابل توجهی بر اکوسیستم دریایی آن داشته و به تغییرات در توزیع و فراوانی گونه‌های مختلف ماهی لجه‌زی، به‌ویژه خردماهی و ماهی خال‌خالی منجر شده است. علاوه بر این، چندین گونه ماهی کف‌زی مانند روغن‌ماهی کوچک و ماهی‌گیر که معمولاً در امتداد ساحل جنوبی ایسلند قرار داشتند، اکنون به سمت شمال و در دریای ایسلند نیز یافت می‌شوند. این تغییرات در شرایط محیطی باعث کاهش جمعیت پرندگان دریایی و فوک‌ها و تغییر زیستگاه برخی از گونه‌های نهنگ موجود در دریای ایسلند شده است.